# Johns Hopkins Hospital
Il Johns Hopkins Hospital  è la struttura ospedaliera dell'Università Johns Hopkins di Baltimora. Situato nello stato statunitense del Maryland, l'ospedale è stato fondato nel 1889 grazie al lascito di 7 milioni di dollari del filantropo americano Johns Hopkins, morto nel 1873. La rivista U.S. News & World Report ha inserito l'istituto in cima alla sua lista dei migliori ospedali degli Stati Uniti per 21 anni consecutivi (1991-2011).